# Emphanes transversus
Emphanes transversus é uma espécie de insetos coleópteros pertencente à família Carabidae.
A autoridade científica da espécie é G. Muller, tendo sido descrita no ano de 1918.
Trata-se de uma espécie presente no território português.